# Terry Pathmanathan
 (février 2017).
Si vous disposez d'ouvrages ou d'articles de référence ou si vous connaissez des sites web de qualité traitant du thème abordé ici, merci de compléter l'article en donnant les références utiles à sa vérifiabilité et en les liant à la section « Notes et références ».
Thambiah Pathmanathan, plus connu sous le nom de Terry Pathmanathan (né le 9 février 1956 à Singapour) est un joueur de football international singapourien, qui évoluait au poste de défenseur, avant de devenir ensuite entraîneur.

## Biographie

### Carrière de joueur

#### Carrière en club
Pathmanathan évolue à Singapour et en Malaisie. Il joue principalement en faveur des clubs du Singapore FA et du Pahang FA.

#### Carrière en sélection
Il reçoit 77 sélections avec l'équipe de Singapour entre 1979 et 1992[réf. nécessaire].
Il participe avec l'équipe de Singapour à la Coupe d'Asie des nations de 1984.

## Palmarès
Pahang FA
- Championnat de Malaisie (1) :
  - Champion : 1987.

- Coupe de Malaisie (1) :
  - Vainqueur : 1983.
  - Finaliste : 1984.